# Jaspis duosaster
Jaspis duosaster är en svampdjursart som beskrevs av Kazuo Hoshino 1981. Jaspis duosaster ingår i släktet Jaspis och familjen Ancorinidae. Inga underarter finns listade i Catalogue of Life.